# Габріель Коямбуну
Габріель Жан-Едуард Коямбуну (1947, Бангі) — центральноафриканський політик, прем'єр-міністр Центральноафриканської республіки з 12 квітня 1995 по 6 червня 1996 р.

## Життєпис
Народився у 1947 році в Бангі. Він закінчив університет Абіджана та Національну екологічну школу в Нейї-сюр-Сен. Потім працював діловодом. У 1995 році він був призначений прем'єр-міністром в результаті звільнення кабінету Жана-Люка Мандаби, звинуваченого в корупції, він прослужив один рік. Пізніше до 2003 року він був міністром зв'язку, пошти та зв'язку. Після перевороту 2003 року він втратив своє міністерське крісло і сховався в посольстві в Бангі. Він також сидів на чолі національної федерації гандболу. 6 грудня 2004 року його звинуватили у зловживанні державними коштами. У січні 2006 року, після звільнення Люка Дондона Аполлінера, Коянбуна було тимчасово призначено віце-президентом разом із Франсуа Бозізе. Згодом був ув'язнений та звільнений у 2012 році.